# Zofia Holszańska

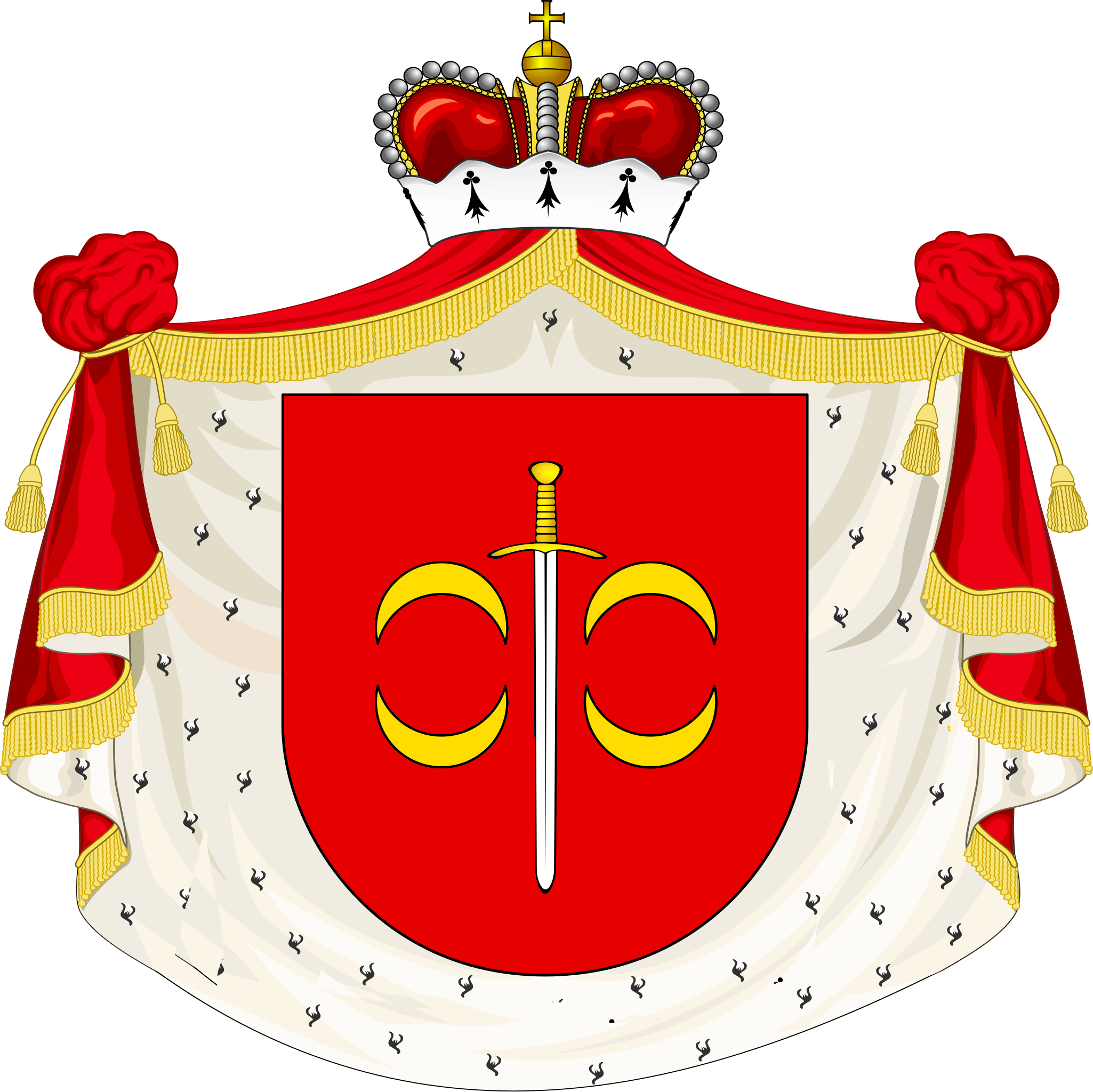
Druck (herb książęcy)

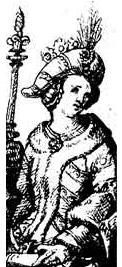
Zofia Holszańska

Zofia Holszańska herbu Hippocentaurus, właściwie Sonka Holszańska (ur. ok. 1405, zm. 21 września 1461 w Krakowie) – księżniczka litewsko-ruska, królowa Polski, od 1422 roku czwarta i ostatnia żona Władysława II Jagiełły.
Sonka przed ślubem z polskim królem musiała przejść z prawosławia na katolicyzm, przyjmując jednocześnie imię Zofia. Koronowana w 1424 roku. Wraz z mężem starała się zapewnić polski tron synowi Władysławowi III Warneńczykowi, co zakończyło się połowicznym sukcesem, bo w 1434 roku – po śmierci Jagiełły – Władysław został królem, ale Zofia nie została regentką. Po śmierci starszego syna w 1444 roku zabiegała o polską koronę dla młodszego Kazimierza IV Jagiellończyka, który został koronowany w 1447 roku.
Inicjatorka pierwszego tłumaczenia Biblii na język polski (tzw. Biblia królowej Zofii).

## Pochodzenie
Sonka pochodziła z litewskiego rodu Holszańskich, którego siedzibą była wieś Holszany (obecnie na Białorusi). Sonka była drugą z trzech córek księcia Andrzeja Holszańskiego i jego żony księżnej Druckiej Aleksandry, będącej według większości historyków córką Dymitra Starszego Olgierdowica. Jej siostrami były Wasylisa i Maria.
Po śmierci ojca wraz z matką i siostrami mieszkała na dworze swojego wuja Semena, księcia Druckiego. Rodzina ta była prawosławna i silnie zruszczona (matką Semena i Aleksandry była Agrypina, księżniczka smoleńska), dlatego Sonkę nazywa się czasami księżniczką ruską.

## Ślub z Władysławem Jagiełłą
Władysław II Jagiełło zimą 1420/1421 odwiedził Druck. Tam poznał bądź odnowił znajomość z córkami Andrzeja Holszańskiego. Według ruskiego źródła rozważał możliwość poślubienia Wasylisy, jednak uznał, że Dziewka jest mocnaja, a ja człowiek stary, nie śmiem oncie pokusitsia. Z tego powodu zainteresował się drugą z kolei Sonką. Jak podaje ówczesne polskie źródło zwane Dopełnieniem szamotulskim, króla do tego związku motywował ówczesny pogląd medyczny, według którego stary mężczyzna i młoda kobieta mogą spodziewać się licznego potomstwa.
Orędownikiem tego małżeństwa był Semen Drucki, bratanek króla i wuj dziewczyny. Do poślubienia Sonki namawiał Jagiełłę także brat stryjeczny Witold, spowinowacony z Sonką. Późny ruski latopis z XVI wieku, Kronika Bychowca, twierdzi, że to Jagiełło zwrócił się do Witolda z prośbą o uzyskanie zgody od Semena, księcia druckiego, na ślub z jego siostrzenicą Sonką: „Miałem trzy żony, dwie Laszki i jedną Niemkę, a teraz proszę cię, wyjednaj mi u kniazia Semena jego młodszą siostrzenicę Zofię, żebym ją pojął za żonę z pokolenia ruskiego, aby Bóg dał mi potomstwo”. Pytanie, czy to Witold namawiał króla do małżeństwa, czy też król prosił go o pośrednictwo pozostaje nierozstrzygnięte. W literaturze historycznej próbuje się łączyć większość teorii w jedną całość: Jagiełło poznał księżniczki Holszańskie zimą 1420/1421, a Sonka zdobyła jego sympatię; do małżeństwa króla zaczął namawiać wuj dziewczyny Semen, a sprawę poparł później Witold.
Ze względu na ówczesne zwyczaje nie można było wydać córki młodszej przed starszą, dlatego Wasylisę szybko poślubiono Iwanowi, księciu na Bielsku, jednemu z licznych bratanków Jagiełły. Sonka była prawosławną, więc by móc poślubić polskiego króla na początku 1422 roku w Nowogródku przyjęła chrzest w obrządku katolickim, otrzymując imię Zofia.
Ślub Jagiełły z Zofią odbył się w lutym 1422 w kościele pw. Przemienienia Pańskiego w Nowogródku, udzielił go Maciej, biskup żmudzki. Data dzienna ślubu pozostaje dyskusyjna: część badaczy opowiada się za 7 lutego; inni za 24 lutego.
Między małżonkami istniała spora różnica wieku. Sonka miała około siedemnastu lat. Władysław Jagiełło według badaczy, opierających się na dawniejszych badaniach, miał w tym czasie siedemdziesiąt jeden lat. Nowsze ustalenia wskazują, że Jagiełło w chwili czwartego ślubu miał około sześćdziesięciu lat.

## Żona Władysława Jagiełły (1422–1434)

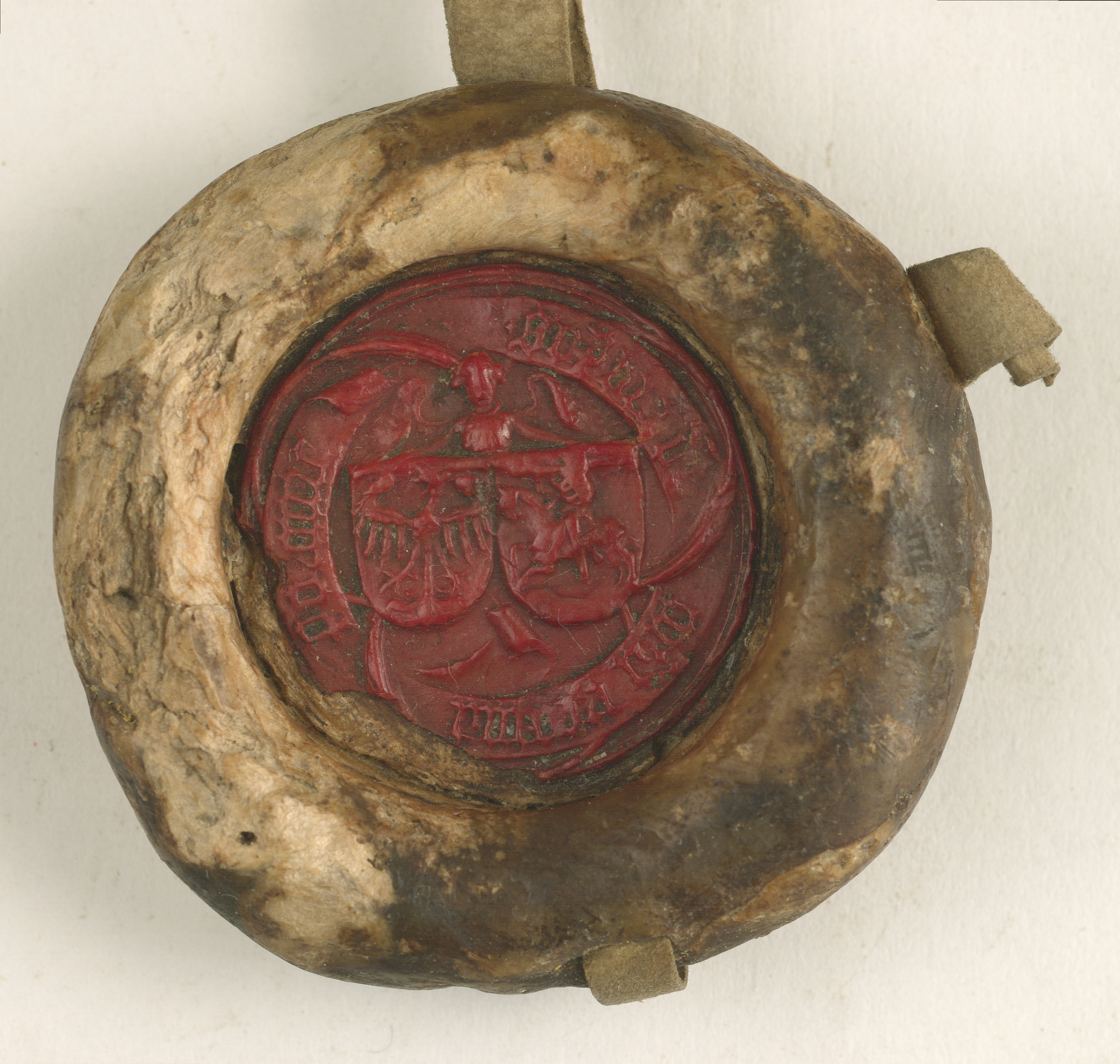
Pieczęć Zofii Holszańskiej, królowej polskiej, pochodząca z dokumentacji wsi Kryg i Libusza. 1435 r.)

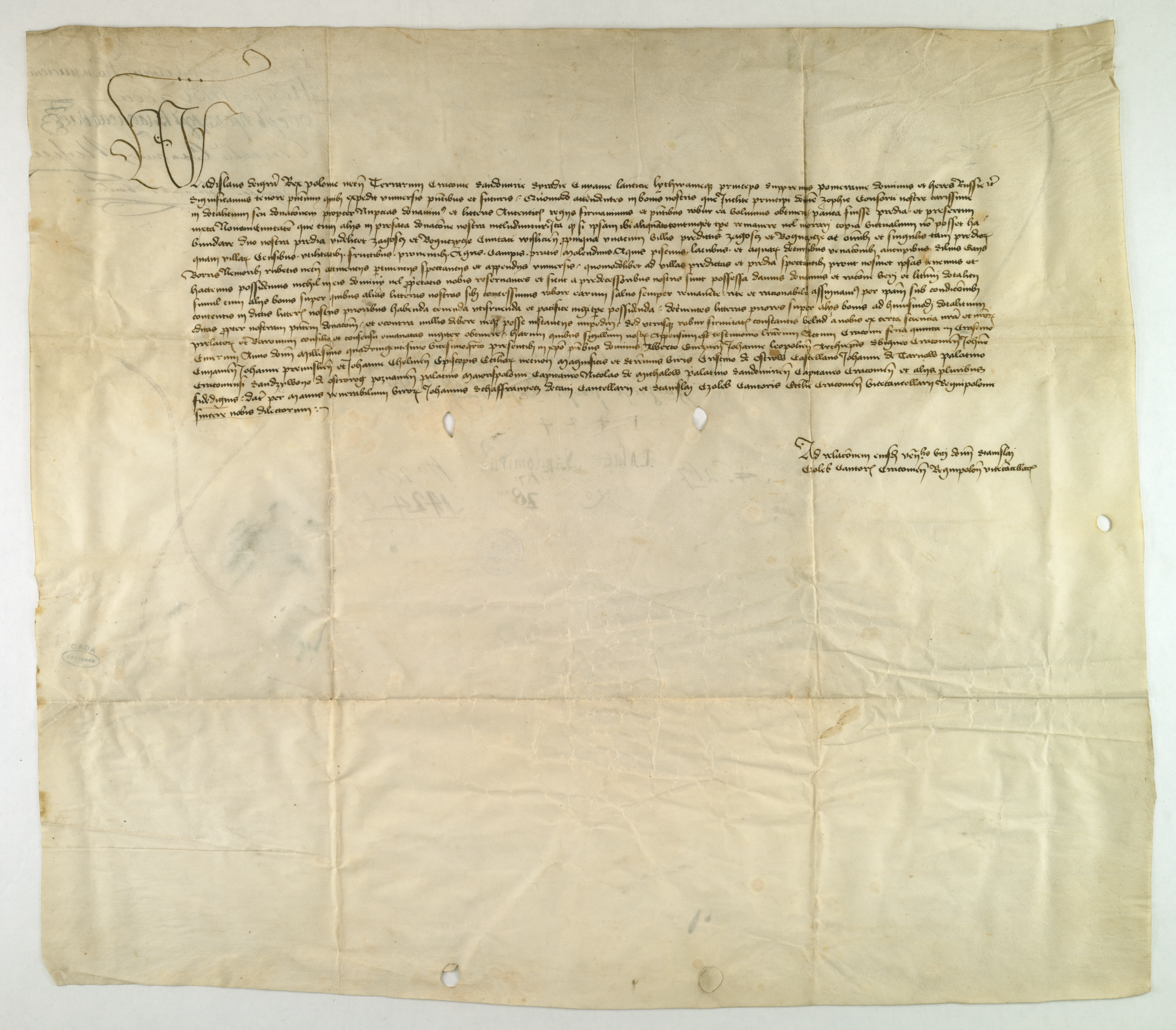
Władysław Jagiełło, król polski, dodaje wsie Zagość i Bogucice do wiana swojej żony, królowej Zofii Holszańskiej (1424 r.)

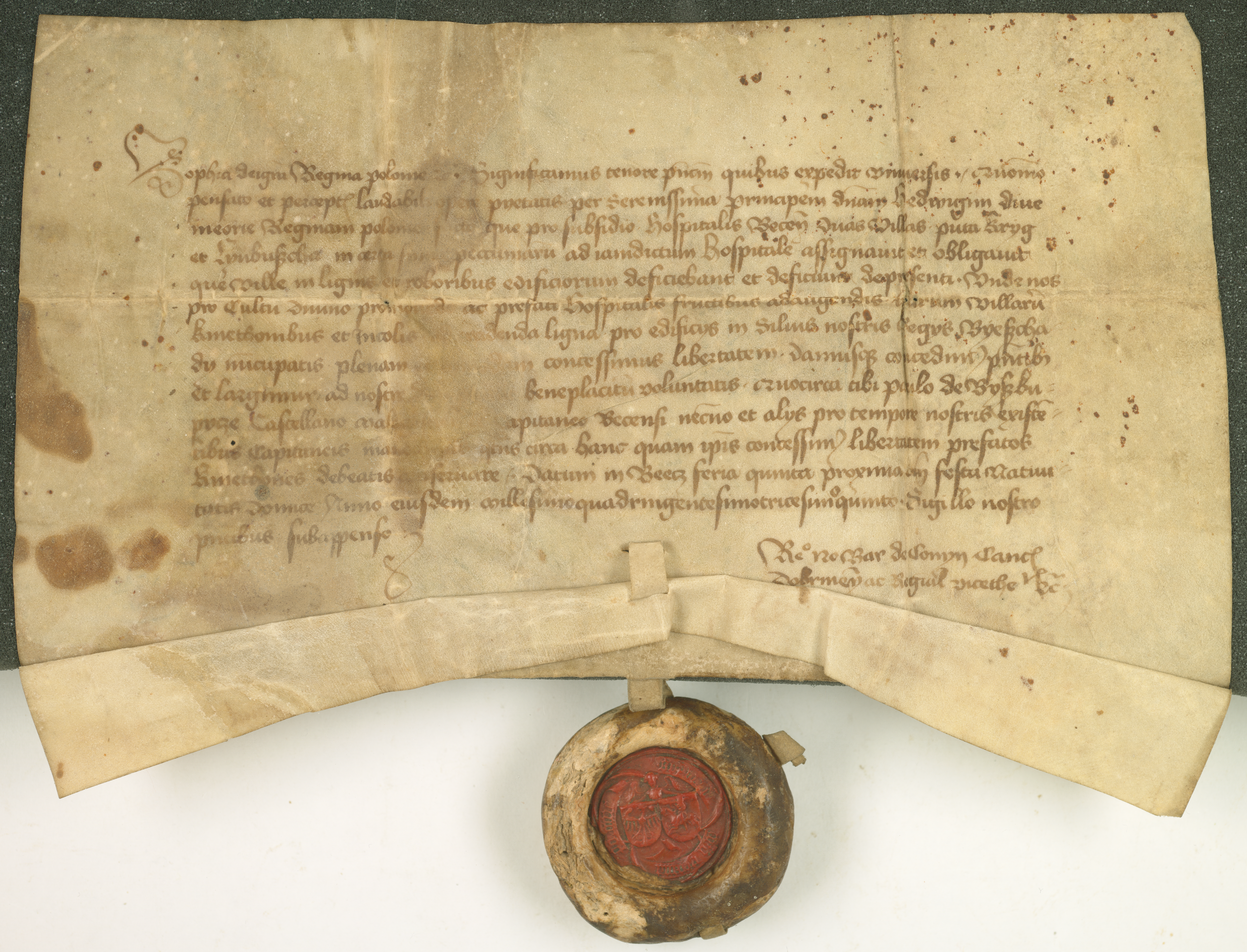
Zofia, królowa polska, pozwala kmieciom ze wsi Kryg i Lubusza sprowadzać sobie drzewo z lasów w Bieszczadach

W marcu 1422 roku Zofia znalazła się na Wawelu. Sytuacja młodej królowej nie przedstawiała się najlepiej. Niechętna jej była córka Jagiełły z drugiego małżeństwa – Jadwiga (w razie urodzenia syna przez Zofię przestawała być dziedziczką ojca) oraz stronnictwo proluksemburskie, do którego między innymi zaliczali się przedstawiciele rodu Tęczyńskich i Tarnowskich oraz Zbigniew Oleśnicki, protonotariusz kancelarii królewskiej.
Mąż często zostawiał ją samą w Krakowie (od marca do listopada 1422, gdy groziła wojna z Krzyżakami; od grudnia 1422 do lutego 1423, gdy przebywał na Litwie; w marcu 1423, gdy udał się na Słowację, by spotkać się z Zygmuntem Luksemburskim). Nie podjął też starań o koronację młodej żony.
Istnieje hipoteza, że Zofia odegrała ważną rolę w obsadzeniu na przełomie 1422 i 1423 roku kilku stanowisk w Polsce – wtedy Zbigniew Oleśnicki został biskupem krakowskim, Jan Szafraniec kanclerzem, a Stanisław Ciołek – podkanclerzym. Pogląd ten kwestionuje się, gdyż wprawdzie od ślubu Zofii i Jagiełły minął już rok, lecz para przebywała ze sobą wspólnie zaledwie 8-9 tygodni.
W kolejnych miesiącach pozycja Zofii znacznie wzrosła. Jesienią 1423 roku mąż podjął konkretne starania o jej koronację – planowano ją na 25 grudnia tego roku, jednak termin ten z nieznanych przyczyn nie został dochowany. Pod koniec 1423 roku, pod nieobecność Jagiełły, bawiącego w tym czasie na Rusi, podejmowała w Krakowie króla Danii, Norwegii i Szwecji – Eryka Pomorskiego.
5 marca 1424 odbyła się w Krakowie ceremonia koronacyjna Zofii. Celebrował ją arcybiskup gnieźnieński Wojciech Jastrzębiec z udziałem kardynała Brandy de Castiglione. Na uroczystość zjechali m.in. Zygmunt Luksemburski, król Czech i Węgier, wraz z żoną Barbarą; Ludwik VII, książę bawarski; Eryk Pomorski oraz liczni książęta litewscy i ruscy na czele z Zygmuntem Korybutowiczem.
9 marca 1424 roku Jagiełło zapisał żonie wsie Zagość i Bogucice, a 11 marca tego samego roku wiano w wysokości 20 000 grzywien groszy praskich, zabezpieczonych na Radomiu, Sączu, Bieczu, Żarnowcu, Sanoku, Inowrocławiu i Nieszawie.
W nocy z 30 na 31 października 1424 roku urodziła syna Władysława. Od razu para królewska skupiła się na tym, aby zapewnić synowi następstwo tronu. W kwietniu 1425 roku na zjeździe w Brześciu uznano, że Władysław (III) zostanie królem, jeżeli potwierdzi w odpowiednim czasie wolności szlacheckie, ale odrzucono propozycję, aby królowa została regentką. Zjazd w Łęczycy w maju 1426 roku nie przyniósł dalszych rozwiązań – gdy Jagiełło powiedział, że nie zatwierdzi starych przywilejów ani nie nada nowych, zebrani panowie posiekali na drobne kawałki dokument wystawiony rok wcześniej, zawierający zgodę na następstwo Władysława (III).
W sprawie polityki dynastycznej para królewska odniosła jednak pewne sukcesy. Miasto Kraków uznało dziedziczność tronu w lutym 1425 roku, Konin miesiąc później, a Lwów – w październiku tego samego roku. W czerwcu 1427 roku w Haliczu szlachta ruska zgodziła się na dziedziczenie tronu przez Władysława (III).
Wiosną 1427 roku królowa została oskarżona o niewierność małżeńską. Uwięzione i poddane torturom dwórki Zofii – Katarzyna i Elżbieta Szczukowskie – zarzuciły królowej zdradę z Janem Hińczą z Rogowa, synem podskarbiego Jagiełły, a także z innymi: z imienia (oprócz Hińczy) wymieniły sześciu. Byli to Piotr Kurowski, Wawrzyniec Zaręba, Jan Kraska, Jan Koniecpolski oraz bracia Piotr i Dobiesław ze Szczekocin. Trzech oskarżonych (Jan z Koniecpola i bracia ze Szczekocin) zdołało uciec, resztę uwięziono. Władysław II Jagiełło postawił żonę przed sądem. Sędziami byli Witold (jako przewodniczący); Jan Tarnowski, wojewoda krakowski; Mikołaj z Michałowa i Kurozwęk zw. Białucha, wojewoda sandomierski; kasztelan krakowski i Zbigniew Oleśnicki. Już po urodzeniu trzeciego syna (listopad 1427) królowa złożyła przysięgę oczyszczającą; to samo musiało uczynić siedem powszechnie szanowanych matron oraz jedna panna z dworu Zofii. W tę sprawę zamieszany był zakon krzyżacki – Witold w liście z 1430 roku do wielkiego mistrza Pawła von Russdorffa pisał, że Jan Stamberski, komtur toruński, w imieniu wielkiego mistrza miał poinformować Jagiełłę, jakoby to wielki książę litewski rozgłaszał plotki o nieślubnym pochodzeniu synów Zofii Holszańskiej. Witold w liście domagał się od wielkiego mistrza odpowiedzi i wyjaśnień.
Oskarżeni rycerze szybko powrócili do łask króla, pozostając na dworze lub w kancelarii. W późniejszych latach nikt nie kwestionował ojcostwa Jagiełły, a urodzony w 1427 roku Kazimierz IV Jagiellończyk był we wszystkim ojcu Jagiełłowi podobny.
Kilka lat później w 1431 roku królowa oskarżyła o zniesławienie Jana Strasza z Białaczewa, mającego powiązania i z Oleśnickim, i z książętami mazowieckimi. Po procesie, w którym jako świadkowie występowali m.in. Hińcza z Rogowa i Piotr Kurowski, Strasz został wtrącony do więzienia w Sandomierzu.
4 marca 1430 na zjeździe w Jedlni zatwierdzono elekcyjność tronu i koronację Władysława po zatwierdzeniu przywilejów szlacheckich. Odrzucono zarazem regencję Zofii. Król w styczniu 1433 roku na zjeździe w Krakowie musiał potwierdzić te postanowienia.
Około 1430 roku zachorowała Jadwiga – córka Władysława Jagiełły i pasierbica Zofii. Pojawiły się oskarżenia, że została otruta przez macochę. Doszło do złożenia przysięgi oczyszczającej – jednak relacja Jana Długosza na ten temat jest na tyle niejasna, że nie wiadomo, czy to chora Jadwiga przysięgała, że nie została otruta, czy też to Zofia przysięgała, że nie otruła pasierbicy. Jadwiga zmarła 8 grudnia 1431 roku. Mimo posiadania przez Jagiełłę synów, jego córka miała pewne szanse na objęcie tronu – istniały wśród szlachty rozbieżności, czy polski tron jest dziedziczny, czy elekcyjny (zjazd w Jedlni w 1413 roku uznał Jadwigę za następczynię tronu).
1 czerwca 1434 roku Władysław II Jagiełło zmarł w Gródku. Zofia Holszańska została wdową.

## Królowa matka (1434–1461)

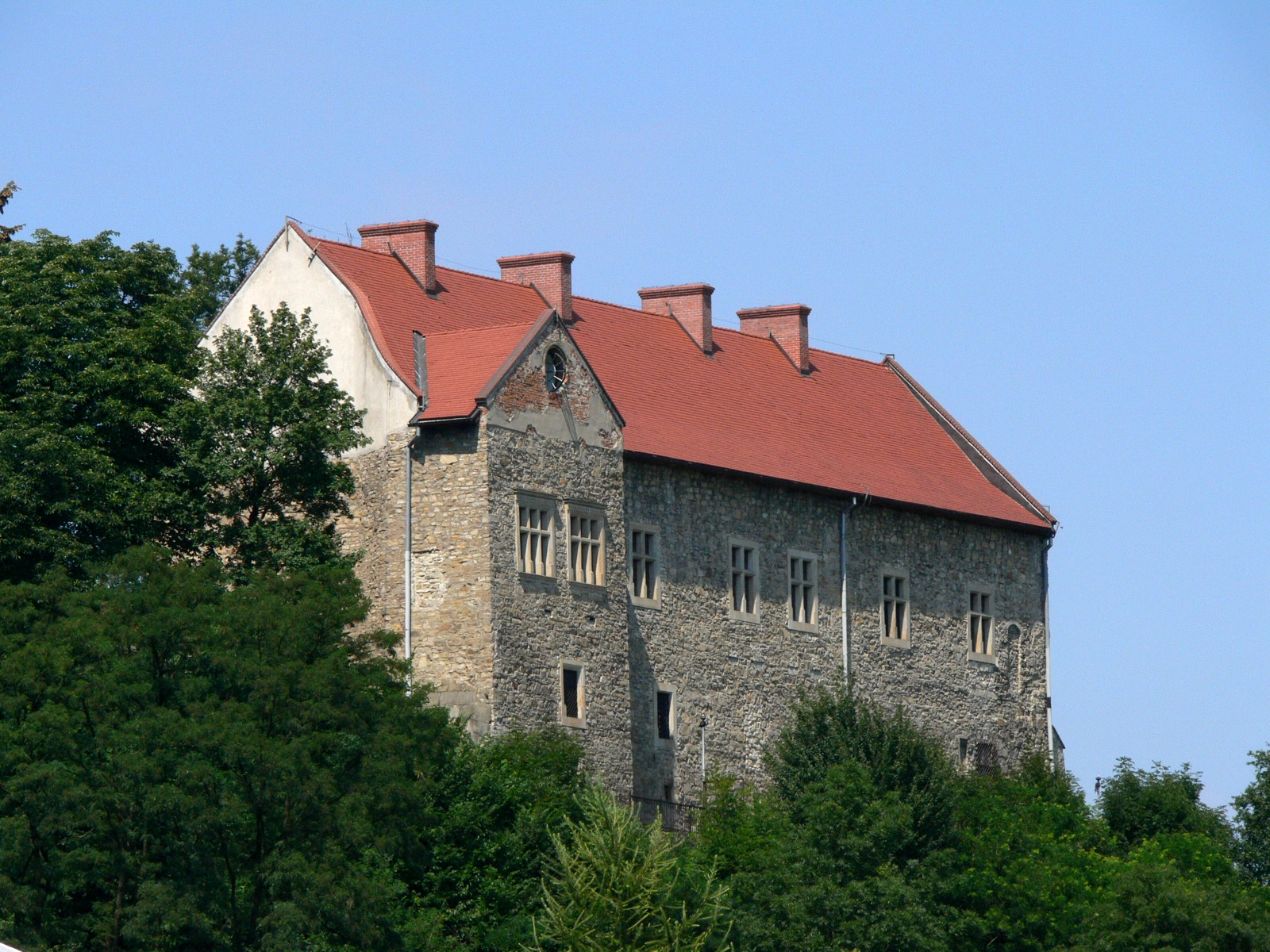
Zamek Królewski w Sanoku – miejsce ostatnich 26 lat życia królowej Zofii

25 lipca 1434 roku dziesięcioletni Władysław III, syn Zofii, został wybrany królem. Regencji nie sprawowała jednak królowa-matka, lecz rada regencyjna, w której dominującą rolę zyskał biskup Oleśnicki. Zofia mimo to miała pewne wpływy. Latem 1435 roku pomogła uciec z polskiego więzienia Eliaszowi, byłemu hospodarowi mołdawskiemu. W 1438 roku starała się bezskutecznie o tron czeski dla młodszego syna Kazimierza, a w 1439 roku miała spory udział w zawiązaniu konfederacji korczyńskiej pod przewodem Spytka z Melsztyna. Konfederaci zostali jednak rozbici w bitwie pod Grotnikami przez krakowskiego biskupa Zbigniewa Oleśnickiego.
W 1440 roku Zofia pożegnała obu synów, gdyż Władysław został królem Węgier i wyjechał do drugiego królestwa, zaś Kazimierz odziedziczył Wielkie Księstwo Litewskie. W następnych latach królowa-matka skupiała się na zarządzaniu ziemią sanocką, która była jej oprawą. W Sanoku mieszkała na zamku królewskim. W sumie spędziła w Sanoku 26 lat życia, będąc w regionie autorytetem i uczestnicząc we władzy.
10 listopada 1444 roku Władysław III poległ w bitwie pod Warną. Początkowo większość Polaków łudziła się nadzieją, że król przeżył i dostał się do niewoli. Gdy jednak nie nadchodziły żadne wiadomości o Władysławie, Zofia zaczęła starać się o polską koronę dla swojego młodszego syna.
W kwietniu 1445 roku brała udział w zjeździe w Sieradzu, gdzie wybrano Kazimierza królem, z tym zastrzeżeniem, że elekcja będzie nieważna w wypadku powrotu Władysława. Kazimierz nie kwapił się do objęcia polskiego tronu. Jesienią 1445 roku królowa – choć nie była do tego wyznaczona – wyruszyła z polskimi panami namawiać syna do przyjazdu do Polski. W październiku 1445 w Grodnie spotkała się z synem, lecz Kazimierz nie zmienił decyzji.

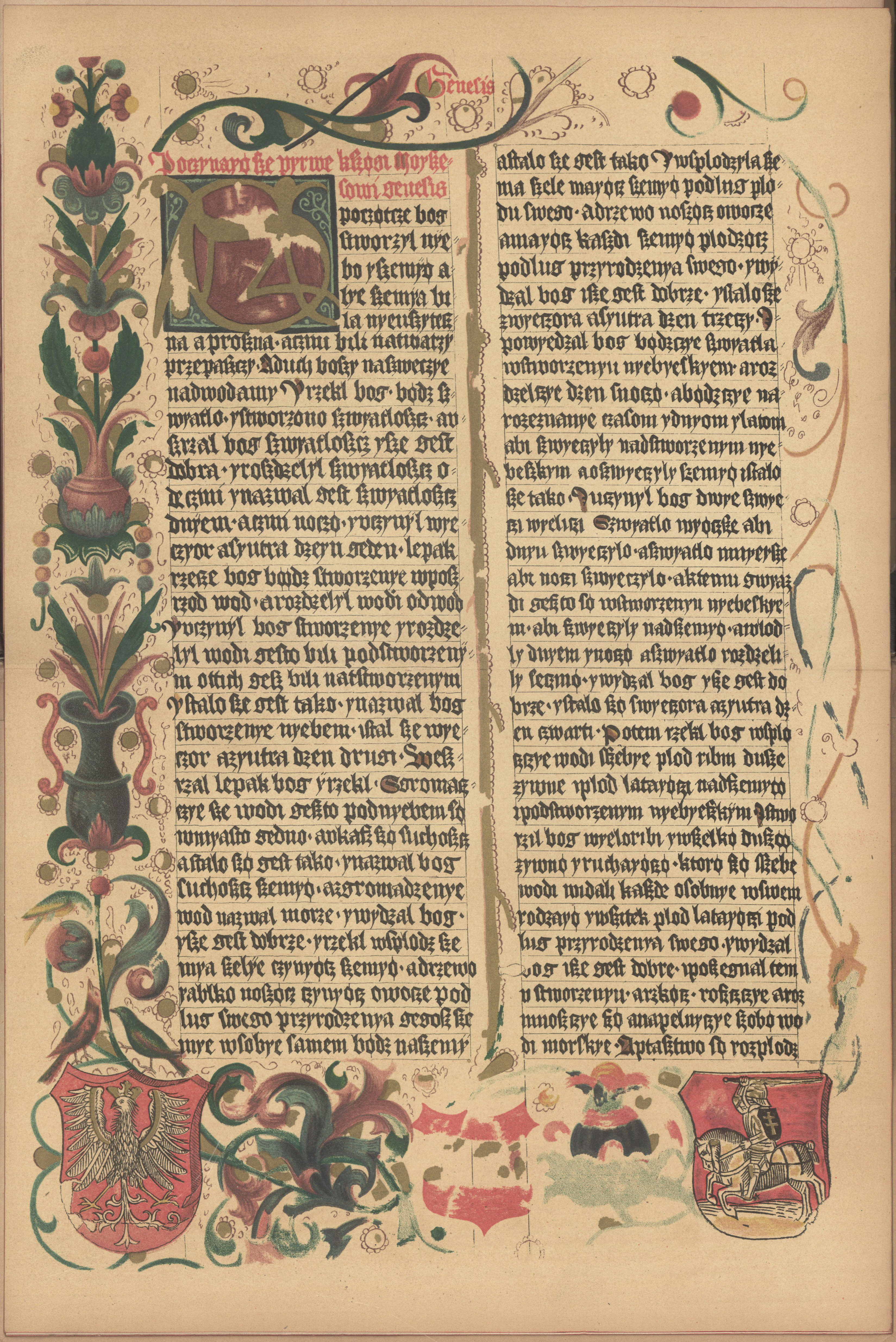
Kopia cyfrowa XIX-wiecznej reprodukcji średniowiecznego rękopisu „Biblii królowej Zofii” (tzw. Biblii Szaroszpatackiej)

W styczniu 1446 roku Zofia na sejmie w Piotrkowie namawiała polskich panów do wyboru innego króla, gdyż chciała widmem utraty tronu sprowokować Kazimierza do przyjazdu. 30 marca 1446 roku na sejmie piotrkowskim zapadła decyzja, że jeżeli Kazimierz nie zdecyduje się na przyjazd do Polski, korona przypadnie księciu mazowieckiemu Bolesławowi IV. Jeszcze w tym samym roku doszło do zjazdu w Nowym Mieście Korczynie, na którym Zofia z płaczem błagała Polaków, aby po stracie jednego syna, nie pozbawiali drugiego korony. Jesienią 1446 roku w Brześciu Litewskim królowa spotkała się z synem. Kazimierz pod wpływem nalegań matki i kilku panów koronnych zdecydował się na zawarcie ostatecznych układów w sprawie objęcia polskiego tronu. W efekcie w 1447 roku Kazimierz wydał przywilej w Wilnie gwarantujący nienaruszalność dziedzicznego terytorium Litwy, a następnie przybył do Polski i 25 czerwca tego roku został koronowany.
W pierwszych latach panowania Kazimierza IV doszło do konfliktu między nowym władcą a biskupem krakowskim Zbigniewem Oleśnickim. Z rywalizacji tej król wyszedł zwycięsko. Zofia brała udział w tych wydarzeniach – w 1448 roku była zamieszana w nieudaną próbę przeniesienia Oleśnickiego na stanowisko arcybiskupa gnieźnieńskiego. Dla tego ostatniego oznaczało to odsunięcie od stolicy i utratę wpływu na losy państwa. Oleśnicki jednak zdecydował się pozostać w Krakowie, a 27 października 1448 roku arcybiskupem gnieźnieńskim wybrano Władysława Oporowskiego. Kazimierz, wbrew Oleśnickiemu, w sprawach mołdawskich popierał siostrzeńców swojej matki – w 1448 roku planował osadzić na tronie starszego Romana II (ten jednak został otruty), a w 1452 roku zapewnił połowę Mołdawii młodszemu Aleksandrowi II. Wiadomo, że wśród przeciwników Oleśnickiego znajdował się Jan z Zagórza, marszałek dworu Zofii.
Zofia dość często towarzyszyła synowi w podróżach – w kwietniu 1448 roku była z nim na Litwie, a w 1453 roku w Piotrkowie. W 1452 roku, po śmierci Świdrygiełły, starała się o włączenie do Polski pozostawionego przez niego Wołynia; Kazimierz zdecydował o zachowaniu tej krainy historycznej przy Litwie. W 1453 roku w czasie zjazdu w Piotrkowie Zofia przez pięć dni próbowała przekonać syna do zmiany decyzji – aż wraz z kasztelanem krakowskim Janem z Czyżewa prosiła na kolanach, by myślał o rozszerzeniu Korony Polskiej. Kazimierz pozostał jednak nieugięty. W tym samym roku polski król potwierdził dawniejsze zapisy ojca i brata na rzecz Zofii, lecz sam nie dokonał nowych.
Jesienią 1458 roku Zofia wysłała do Rzymu posła, oficjalnie mającego złożyć w imieniu królowej wyrazy obediencji nowo wybranemu papieżowi Piusowi II. Rzeczywistym celem tego poselstwa było wybadanie poglądów papieża na toczącą się wtedy wojnę polsko-krzyżacką.

## Zofia Holszańska a nauka i sztuka

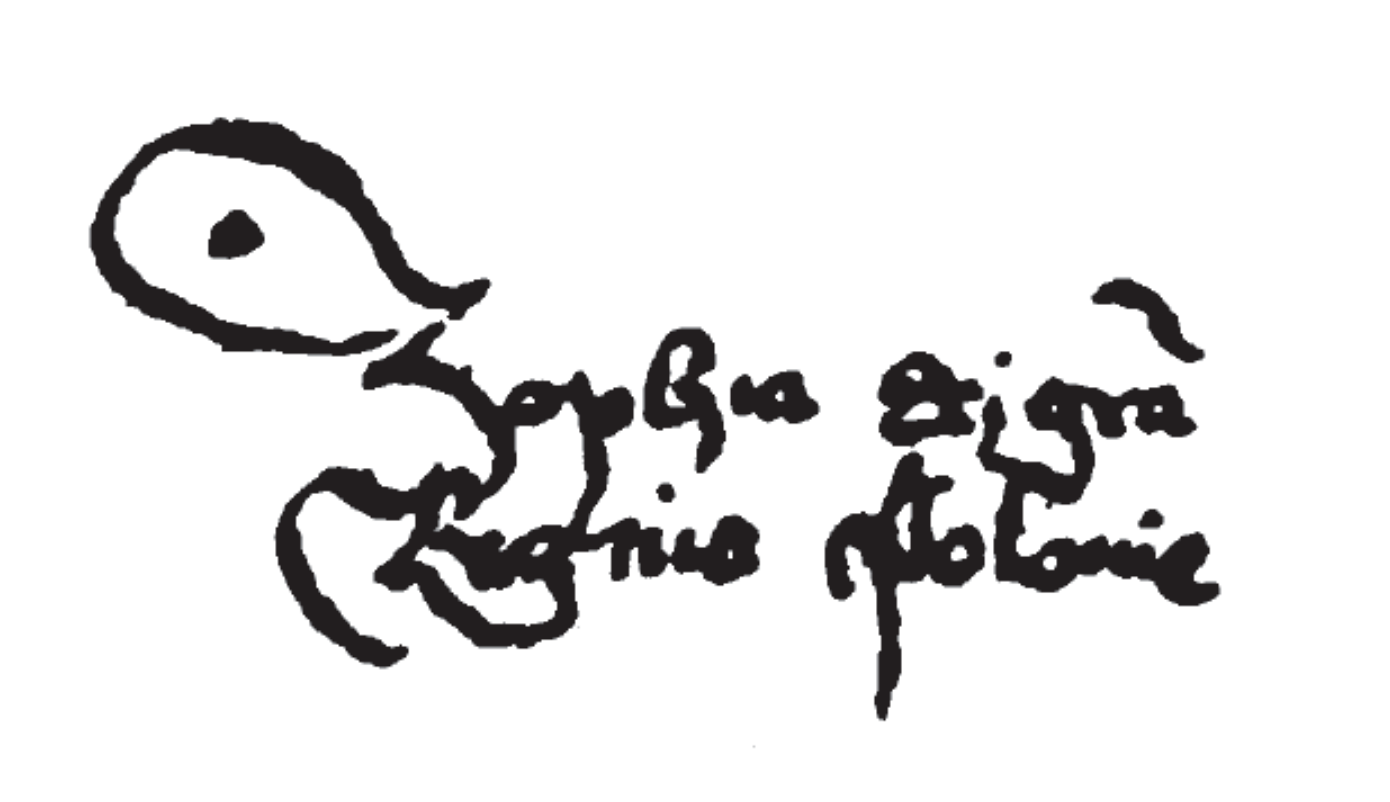
Zophia dei gratia Regina Polonie
Podpis Zofii Holszańskiej w liście wysłanym z Nieszawy do rajców bieckich (1454)

W literaturze przedmiotu przyjęło się uważać, że Zofia nie odebrała żadnego wykształcenia na dworze wuja w Drucku i w chwili zaślubin z Jagiełłą nie potrafiła ani czytać, ani pisać. Jedni twierdzą, że pozostała ostatnią niepiśmienną królową Polski, inni przypuszczają, że nauczyła się w Polsce czytać. Jednak zachował się list królowej pochodzący z lat 50. XV w., na którym widnieje podpis królowej: Zophia dei gratia Regina Polonie.
Wspierała finansowo Akademię Krakowską, nazywano ją singularis protector tej uczelni. Na zamówienie Zofii biskup Stanisław Ciołek napisał Pochwałę Krakowa, gdzie podkreślał, że miasto słynie z tego, że królowej „czystość błyszczy światu wśród dworskich wspaniałości”.
W 1424 roku królowa ofiarowała katedrze wawelskiej, jako wotum koronacyjne, relikwiarz na głowę świętego Stanisława. Gdy kilkadziesiąt lat później Elżbieta Rakuszanka ufundowała jeszcze piękniejszy relikwiarz, dar Zofii przeznaczono na szczątki świętego Floriana.
W 1432 roku ufundowała kaplicę Świętej Trójcy w katedrze wawelskiej. Ściany sanktuarium ozdobiono ruskimi freskami. Przypuszcza się, że dla tej kaplicy zamówiła płytę alabastrową, przedstawiającą Nawiedzenie i Zwiastowanie Najświętszej Marii Panny (choć pojawia się pogląd, że dla kościoła św. Anny).
W 1453 roku na jej polecenie zaczęto tłumaczyć Biblię na język polski. Przekładu z języka czeskiego (a nie bezpośrednio z łaciny) dokonał kapelan Andrzej (Jędrzej) z Jaszowic. Tłumaczenie to, zwane „Biblią królowej Zofii”, jest najstarszym znanym przekładem Biblii na język polski. Tłumaczenie pierwszego tomu ukończono w 1455 roku, drugiego około 1460 roku. Nie można wykluczyć, że drugi tom został przetłumaczony już po śmierci Zofii Holszańskiej.
Królowa Zofia miała być autorką słów najstarszej dumki, której treść wzywa Kozaków do pomszczenia śmierci jej syna, Władysława.
Zofii Holszańskiej został poświęcony łaciński wiersz Sanguine clara Ducum Russiae, clarissima quondam (być może autorstwa Grzegorza z Sanoka), zawarty jest w księdze XII Roczników Jana Długosza pod rokiem 1461. Zofia wspomniana jest też w pieśni Nitor inclite claredinis, stworzonej z okazji urodzin jest syna Władysława.

## Choroba i śmierć

Odkrycie grobu królowej Zofii, 1902

Zofia Holszańska zachorowała latem 1461 roku. Jak podaje Jan Długosz, dostała febry, rzekomo z powodu przejedzenia się melonami. Sądząc, że organizm sam przezwycięży chorobę, odmówiła przyjmowania lekarstw. Stan zdrowia królowej jednak szybko się pogorszył i Zofia została jednostronnie sparaliżowana, co wskazuje na udar mózgu. Zmarła 21 września 1461 roku na Wawelu, opatrzona sakramentami.
Kazimierz IV Jagiellończyk był w tym czasie nieobecny w Krakowie, dlatego przez 8 dni (do czasu jego powrotu) zwłoki królowej znajdowały się w kościele św. Michała.
28 września 1461 roku została pochowana w kaplicy Świętej Trójcy katedry wawelskiej w Krakowie, której była fundatorką. Ruskie malowidła, które zdobiły ściany kaplicy nie dotrwały do naszych czasów; zachowała się jednak wapienna płyta nagrobna, umieszczona pierwotnie w posadzce naprzeciwko ołtarza po stronie południowej. Płyta posiadała brązowe aplikacje z inskrypcjami i motywami heraldycznymi, których ślady się zachowały. Płyta nagrobna została usunięta z kaplicy w 1844 roku. Odnaleziono ją po roku 1900 na cmentarzu przykatedralnym. Obecnie płyta nagrobna królowej Zofii, opatrzona zrekonstruowaną listwą z inskrypcją, wmurowana jest w ścianę północną kaplicy.
Na początku XX w. dokonano odkrycia grobu królowej Zofii. Badacze odnotowali bardzo wysoki wzrost monarchini – 179 cm. Gęste, ciemne włosy królowej były zaplecione w warkocze i upięte z tyłu głowy. Znakomicie zachował się strój Zofii Holszańskiej (wskazujący na wpływy odzieży ruskiej) oraz insygnia pogrzebowe.

## Życie prywatne
Z małżeństwa Zofii Holszańskiej i Władysława II Jagiełły pochodziło trzech synów:
- Władysław III Warneńczyk, ur. 31 października 1424, zm. 10 listopada 1444, król Polski od 1434 i Węgier od 1440,
- Kazimierz, ur. 16 maja 1426, zm. 2 marca 1427 – gdy jednak w 1950 roku przeprowadzono badania kośćca, uchodzącego za szczątki Kazimierza, i stwierdzono, że dziecko zmarło, mając półtora roku, daty przekazane przez źródła uznano za wątpliwe[24],
- Kazimierz IV Jagiellończyk, ur. 29 lub 30 listopada 1427, zm. 7 czerwca 1492, wielki książę litewski od 1440, król Polski od 1447.

## Genealogia
Wywód przodków Zofii Holszańskiej według Teodora Narbutta i Józefa Wolffa<
| Iwan Holszański zm. po 1401 | Iwan Holszański zm. po 1401 |                                   |                                   | Agrypina Światosławówna (smoleńska) | Agrypina Światosławówna (smoleńska) |  |  | Dymitr Starszy Olgierdowic zm. 12 VIII 1399 | Dymitr Starszy Olgierdowic zm. 12 VIII 1399 |                                         |                                         | Anna | Anna |
|                             |                             |                                   |                                   |                                     |                                     |  |  |                                             |                                             |                                         |                                         |      |      |
|                             |                             |                                   |                                   |                                     |                                     |  |  |                                             |                                             |                                         |                                         |      |      |
|                             |                             | Andrzej Holszański zm. przed 1421 | Andrzej Holszański zm. przed 1421 |                                     |                                     |  |  |                                             |                                             | Aleksandra Drucka ur. ok. 1380 zm. 1425 | Aleksandra Drucka ur. ok. 1380 zm. 1425 |      |      |
|                             |                             |                                   |                                   |                                     |                                     |  |  |                                             |                                             |                                         |                                         |      |      |
|                             |                             |                                   |                                   |                                     |                                     |  |  |                                             |                                             |                                         |                                         |      |      |
|                             |                             |                                   |                                   |                                     |                                     |  |  |                                             |                                             |                                         |                                         |      |      |

|                                                       |                                                       | Władysław II Jagiełło ur. ok. 1362(?) zm. 1 VI 1434 OO 7 lub 24 II 1422 | Władysław II Jagiełło ur. ok. 1362(?) zm. 1 VI 1434 OO 7 lub 24 II 1422 | Zofia (Sonka) Holszańska ur. ok. 1405 zm. 21 IX 1461           | Zofia (Sonka) Holszańska ur. ok. 1405 zm. 21 IX 1461           |  |  |  |  |
|                                                       |                                                       |                                                                         |                                                                         |                                                                |                                                                |  |  |  |  |
|                                                       |                                                       |                                                                         |                                                                         |                                                                |                                                                |  |  |  |  |
|                                                       |                                                       |                                                                         |                                                                         |                                                                |                                                                |  |  |  |  |
| Władysław III Warneńczyk ur. 31 X 1424 zm. 10 XI 1444 | Władysław III Warneńczyk ur. 31 X 1424 zm. 10 XI 1444 | Kazimierz ur. 16 V 1426(?) zm. 2 III 1427(?)                            | Kazimierz ur. 16 V 1426(?) zm. 2 III 1427(?)                            | Kazimierz IV Jagiellończyk ur. 29 lub 30 XI 1427 zm. 7 VI 1492 | Kazimierz IV Jagiellończyk ur. 29 lub 30 XI 1427 zm. 7 VI 1492 |  |  |  |  |

## Upamiętnienia

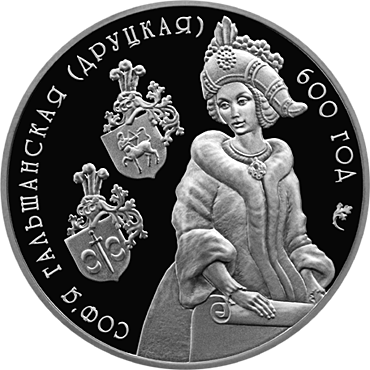
Moneta z Zofią Holszańską (2006) z herbami Hippocentaurus i Druck

- 12 września 1937 w kościele Przemienienia Pańskiego w Nowogródku została odsłonięta tablica upamiętniająca Zofię Holszańską[33].
- Szkoła Podstawowa nr 8 im. Królowej Zofii w Sanoku[34].

### Literatura popularna
- Postaci królowej poświęcona jest powieść historyczna z serii Dzieje Polski pt. Matka królów napisana w 1883 roku przez Józefa Ignacego Kraszewskiego[35] .

### Film
- Królewskie sny – ośmioodcinkowy serial telewizyjny z 1989 roku w reżyserii Grzegorza Warchoła z udziałem Gustawa Holoubka, który zagrał króla Władysława Jagiełłę. W rolę Zofii Holszańskiej (Sonki) wcieliła się Renata Zarębska.
- Korona królów. Jagiellonowie – polska telenowela historyczna. W postać Zofii Holszańskiej wcieliła się w 2023 Maria Pawłowska[36].
- Królowie - polska telenowela historyczna. W postać Zofii Holszańskiej wcieliła się Maria Pawłowska.